# Wiktorija Karpenko
Wiktorija Karpenko (ukr. Вікторія Карпенко, ur. 15 marca 1981 w Chersoniu) – ukraińska gimnastyczka sportowa, srebrna medalistka Mistrzostw Świata w 1999.
Zaczęła uprawiać gimnastykę w wieku czterech lat, a w 1996 roku została mistrzynią Ukrainy.
Wystąpiła na Igrzyskach Olimpijskich w 2000, gdzie zajęła 13. miejsce.
Karpenko przeniosła się do Bułgarii w czerwcu 2002 r., gdzie miejscowa federacja gimnastyki artystycznej pokryła koszty leczenia jej kontuzji. W latach 2003 i 2006 występowała w reprezentacji Bułgarii. Jej ostatnie zawody odbyły się na Mistrzostwach Europy w 2007, gdzie w wieloboju zajęła 18. miejsce.